# 瑶沟乡
瑶沟乡，是中华人民共和国江苏省宿迁市泗洪县下辖的一个乡镇级行政单位。

## 行政区划
瑶沟乡下辖以下地区：
瑶沟社区、崔庄村、大庄村、秦桥村、付圩村、官塘村、周塘村和畜牧场生活区。